# J. K. Simmons

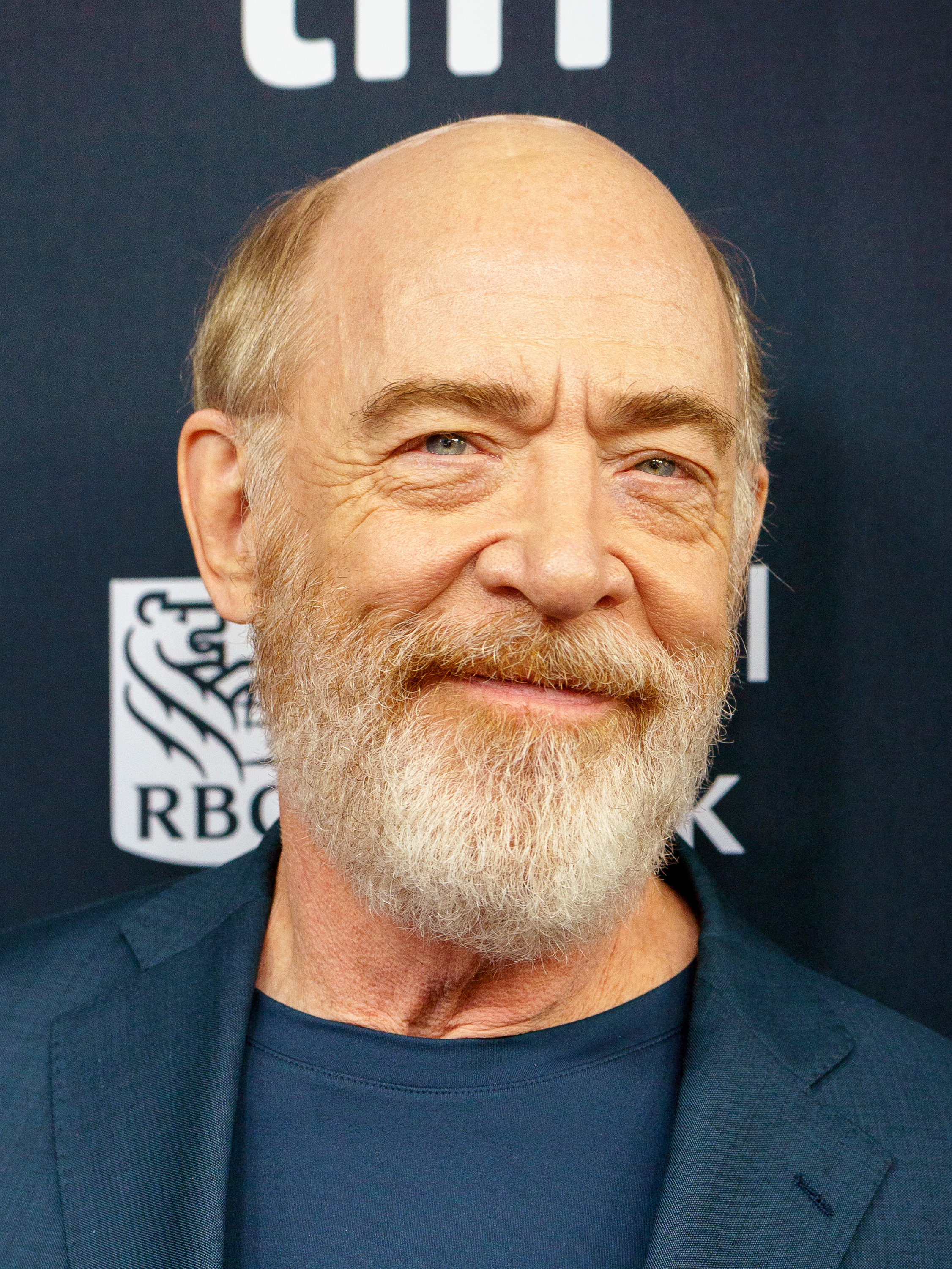
J.K. Simmons (2024)

Jonathan Kimble „J. K.“ Simmons (* 9. Januar 1955 in Detroit, Michigan) ist ein US-amerikanischer Schauspieler. Im Fernsehen spielte er jeweils über mehrere Staffeln im Law & Order-Franchise von Dick Wolf, in der HBO-Gefängnisserie Oz – Hölle hinter Gittern und in der Krimiserie The Closer. Zu seinen Leinwanderfolgen zählen Independent-Filme wie Juno genauso wie Superhelden-Adaptionen. Für seine Rolle in Whiplash (2014) erhielt er zahlreiche Auszeichnungen, unter anderem den Oscar und den Golden Globe als bester Nebendarsteller.

## Leben
J. K. Simmons studierte Schauspiel und Bühnengesang an der Ohio State University. Aus dieser Zeit stammen seine Deutschkenntnisse, da er Opern auf Deutsch singen musste. Seit dieser Zeit ist er auch ein Fan der hiesigen Sportmannschaften. Ferner absolvierte er eine Ausbildung zum Filmkomponisten an der University of Montana, die ihm im April 2002 einen Achievement Award verlieh.
J. K. Simmons ist gleichermaßen im Film wie im Fernsehen zuhause. So hat er etwa in allen Teilen von Sam Raimis Spider-Man-Trilogie mitgewirkt. Zudem spielte er unter Raimis Regie auch in Aus Liebe zum Spiel und in The Gift – Die dunkle Gabe. Auch mit Schauspielkollege Tobey Maguire stand er inzwischen mehrmals zusammen vor der Kamera, so etwa in Gottes Werk & Teufels Beitrag. Eine seiner bekanntesten Rollen spielte Simmons von 1997 bis 2003 als Nazi Vernon Schillinger in der HBO-Gefängnisserie Oz – Hölle hinter Gittern. Von 2005 bis 2012 zählte er in 109 Folgen zur Hauptbesetzung von The Closer. Seit 2017 ist er in der Serie Counterpart in einer Doppelrolle zu erleben.
Auch als Sprecher für Zeichentrickserien und Animationsfilme ist Simmons gefragt (BoJack Horseman, Zoomania), ebenso wie für Video Games. Im dritten Teil der Command & Conquer: Alarmstufe Rot-Computerspiel-Reihe spielt Simmons in den Realfilmsequenzen den Präsidenten der Vereinigten Staaten von Amerika. In Portal 2 von Valve übernahm er die Rolle des wahnsinnigen Multimillionäres Cave Johnson. Alles in allem umfasst sein Schaffen mehr als 190 Produktionen.
Begeisterte Kritiken erhielt Simmons für seine Nebenrolle als mitleidloser Bandleader in Damien Chazelles Musikerdrama Whiplash aus dem Jahre 2014, für die er unter anderem mit dem Boston Society of Film Critics Award, New York Film Critics Circle Award, Los Angeles Film Critics Association Award, dem Golden Globe Award, Satellite Award, BAFTA Award, Screen Actors Guild Award, Independent Spirit Award und schließlich mit dem Oscar ausgezeichnet wurde. Einige Kritiker preisen seine Darstellung als die beste Leistung seiner Karriere.
J. K. Simmons ist seit 1996 verheiratet und hat mit seiner Frau zwei Kinder. Er hat eine Schwester und einen Bruder, der christlicher Sänger ist.

## Filmografie (Auswahl)

### Filme
- 1994: No Panic – Gute Geiseln sind selten (The Ref)
- 1994: Der Scout (The Scout)
- 1996: Der Club der Teufelinnen (The First Wives Club)
- 1996: Extrem … mit allen Mitteln (Extreme Measures)
- 1997: Love Walked In
- 1997: Crossing Fields
- 1997: Der Schakal (The Jackal)
- 1997: Die verdeckte Karte (Face Down)
- 1998: Celebrity – Schön. Reich. Berühmt. (Celebrity)
- 1998: Above Freezing
- 1999: Hit and Runway
- 1999: Gottes Werk & Teufels Beitrag (The Cider House Rules)
- 1999: Aus Liebe zum Spiel (For Love of the Game)
- 2000: Beautiful Joe
- 2000: Es begann im September (Autumn in New York)
- 2000: The Gift – Die dunkle Gabe (The Gift)
- 2001: The Mexican
- 2002: Spider-Man
- 2003: Disposal
- 2003: Off the Map
- 2004: Hidalgo – 3000 Meilen zum Ruhm (Hidalgo)
- 2004: Ladykillers (The Ladykillers)
- 2004: Spider-Man 2
- 2005: Thank You for Smoking
- 2005: Harsh Times – Leben am Limit (Harsh Times)
- 2006: First Snow
- 2007: Astronaut Farmer (The Astronaut Farmer)
- 2007: Spider-Man 3
- 2007: Juno
- 2007: Postal (Postal – The Movie)
- 2007: Machtlos (Rendition)
- 2008: Burn After Reading – Wer verbrennt sich hier die Finger? (Burn after reading)
- 2008: Command & Conquer: Alarmstufe Rot 3 (Computerspiel)
- 2009: Trauzeuge gesucht! (I Love You, Man)
- 2009: Jennifer’s Body – Jungs nach ihrem Geschmack (Jennifer’s Body)
- 2009: Up in the Air
- 2009: Way of War
- 2009: Ausgequetscht (Extract)
- 2009: Die Noobs – Klein aber gemein (Aliens in the Attic)
- 2009: New in Town
- 2009: (Traum)Job gesucht (Post Grad)
- 2010: A Beginner’s Guide to Endings
- 2011: The Music Never Stopped
- 2012: Contraband
- 2012: Der Dieb der Worte (The Words)
- 2013: Jobs
- 2013: Dark Skies – Sie sind unter uns (Dark Skies)
- 2014: Whiplash
- 2014: #Zeitgeist (Men, Women & Children)
- 2014: Wie schreibt man Liebe (The Rewrite)
- 2014: Barfuß ins Glück (Barefoot)
- 2015: Terminator: Genisys
- 2015: Mit besten Absichten (The Meddler)
- 2015: Worlds Apart (Enas allos kosmos)
- 2016: La La Land
- 2016: The Accountant
- 2016: Boston (Patriots Day)
- 2016: The Late Bloomer
- 2017: The Runaround – Die Nachtschwärmer (All Nighter)
- 2017: Renegades – Mission of Honor (Renegades)
- 2017: Schneemann (The Snowman)
- 2017: Justice League
- 2017: Wer ist Daddy? (Father Figures)
- 2018: A Boy Called Sailboat
- 2018: Der Spitzenkandidat (The Front Runner)
- 2019: Spider-Man: Far From Home
- 2019: 21 Bridges
- 2020: Palm Springs
- 2021: Zack Snyder’s Justice League
- 2021: The Tomorrow War
- 2021: Venom: Let There Be Carnage
- 2021: National Champions
- 2021: Being the Ricardos
- 2021: Ghostbusters: Legacy (Ghostbusters: Afterlife)
- 2021: Spider-Man: No Way Home
- 2023: Little Brother
- 2023: One Day as a Lion
- 2023: Spider-Man: Across the Spider-Verse (Stimme)
- 2024: You Can’t Run Forever
- 2024: The Union
- 2024: Saturday Night
- 2024: Juror #2
- 2024: Red One – Alarmstufe Weihnachten (Red One)
- 2025: The Accountant 2

### Serien
- 1994–2004, 2010: Law & Order (46 Folgen)
- 1995: New York News – Jagd auf die Titelseite (New York News, Folge 1x07)
- 1996: Pete & Pete (The Adventures of Pete & Pete, Folge 3x13)
- 1996: Homicide (Homicide: Life on the Street, Folge 4x12)
- 1996: Swift Justice (Folge 1x12)
- 1996, 1998: New York Undercover (2 Folgen)
- 1997: Chaos City (Spin City, Folge 1x21)
- 1997–2003: Oz – Hölle hinter Gittern (Oz, 56 Folgen)
- 1998: Remember WENN (Folge 4x13)
- 2000: Third Watch – Einsatz am Limit (Third Watch, Folge 1x10)
- 2000–2001: Law & Order: Special Victims Unit (6 Folgen)
- 2002: Criminal Intent – Verbrechen im Visier (Law & Order: Criminal Intent, Folge 1x12)
- 2003: Der Fall John Doe! (John Doe, Folge 1x21)
- 2003: Everwood (Folge 2x08)
- 2004: Emergency Room – Die Notaufnahme (ER, Folge 10x14)
- 2004: Without a Trace – Spurlos verschwunden (Without a Trace, Folge 2x21)
- 2004: The Jury (Folge 1x05)
- 2004: Nip/Tuck – Schönheit hat ihren Preis (Nip/Tuck, Folge 2x10)
- 2005: Arrested Development (Folge 2x07)
- 2005: Jack & Bobby (Folge 1x12)
- 2005: Numbers – Die Logik des Verbrechens (Numb3rs, Folge 1x03)
- 2005–2012: The Closer (108 Folgen)
- 2005: The West Wing – Im Zentrum der Macht (The West Wing, Folge 7x12)
- 2007: Queens Supreme (Folge 1x07)
- 2011: Raising Hope (Folge 1x16)
- 2012–2014: Men at Work (5 Folgen)
- 2013: Family Tools (10 Folgen)
- 2014: Growing Up Fisher (13 Folgen)
- 2017–2018: No Activity (2 Folgen)
- 2017–2019: Counterpart (19 Folgen)
- 2019: Brockmire (4 Folgen)
- 2019: Veronica Mars (7 Folgen)
- 2020: Verschwiegen (Defending Jacob, 3 Folgen)
- 2020: Brooklyn Nine-Nine (Folge 7x09)
- 2020: The Stand – Das letzte Gefecht (The Stand, Folge 1x01)
- 2021: Goliath (8 Folgen)
- 2022: Night Sky (8 Episoden)
- 2024: Die Hart (7 Episoden)

### Synchronarbeiten
- 1994: Pom Poko (Heisei Tanuki Gassen Pompoko)
- 1997: Anastasia
- 1999: I Lost My M in Vegas
- 2004–2006: Die Liga der Gerechten (Justice League, Fernsehserie, verschiedene Folgen)
- 2006: Die Simpsons (Stimme von J. Jonah Jameson, Episode: Moe’N’a Lisa)
- 2011: Portal 2 (Videospiel, Stimme von Cave Johnson)
- 2012–2014: Die Legende von Korra (The Legend of Korra, Fernsehserie, 42 Folgen, Stimme von Tenzin)
- 2012–2015: Der ultimative Spider-Man (Ultimate Spider-Man, Fernsehserie, 39 Folgen, Stimme von J. Jonah Jameson)
- 2014–2020: BoJack Horseman (Fernsehserie, Stimme von Lennie Turtletaub)
- 2015–2016: Willkommen in Gravity Falls (Gravity Falls, Fernsehserie, 7 Folgen, Stimme von Stanford Pines)
- seit 2015: Major Lazer (Fernsehserie, Stimme von President Whitewall)
- 2016: Kung Fu Panda 3 (Stimme von Kai)
- 2016: Zoomania (Zootopia, Stimme von Leodore Lionheart)
- 2019: Klaus (Stimme von Klaus)
- seit 2021: Invincible (Zeichentrickserie, Stimme von Nolan Grayson/Omni-Man)
- 2022: Chip und Chap: Die Ritter des Rechts (Chip ‘n’ Dale: Rescue Rangers) (Stimme)
- 2022: Marmaduke
- 2023: Spider-Man: Across the Spider-Verse
- 2023: Baldur’s Gate 3 (Videospiel, Stimme von General Ketheric Thorm)

## Auszeichnungen und Nominierungen (Auswahl)
Oscar
- 2015: Auszeichnung in der Kategorie Bester Nebendarsteller für Whiplash
- 2022: Nominierung in der Kategorie Bester Nebendarsteller für Being the Ricardos

British Academy Film Award
- 2015: Auszeichnung in der Kategorie Bester Nebendarsteller für Whiplash

Critics’ Choice Movie Award
- 2008: Nominierung in der Kategorie Bestes Schauspielensemble für Juno
- 2015: Auszeichnung in der Kategorie Bester Nebendarsteller für Whiplash
- 2022: Nominierung in der Kategorie Bester Nebendarsteller für Being the Ricardos

Golden Globe Award
- 2015: Auszeichnung in der Kategorie Bester Nebendarsteller für Whiplash

Screen Actors Guild Award
- 2006: Nominierung in der Kategorie Bestes Schauspielerensemble in einer Dramaserie für The Closer
- 2008: Nominierung in der Kategorie Bestes Schauspielerensemble in einer Dramaserie für The Closer
- 2009: Nominierung in der Kategorie Bestes Schauspielerensemble in einer Dramaserie für The Closer
- 2010: Nominierung in der Kategorie Bestes Schauspielerensemble in einer Dramaserie für The Closer
- 2011: Nominierung in der Kategorie Bestes Schauspielerensemble in einer Dramaserie für The Closer
- 2015: Auszeichnung in der Kategorie Bester Nebendarsteller für Whiplash

Weitere
- 2008: Nominierung für den Chlotrudis Award in der Kategorie Bester Nebendarsteller für seine Rolle in Juno
- 2011: Nominierung für den VGA in der Kategorie Beste männliche Darstellung für Portal 2
- 2014: Auszeichnung mit dem Satellite Award in der Kategorie Bester Nebendarsteller für Whiplash
- 2014: Nominierung für den OFCS Award in der Kategorie Bester Nebendarsteller für Whiplash
- 2014: Auszeichnung mit dem NYFCC Award in der Kategorie Bester Nebendarsteller für Whiplash
- 2014: Auszeichnung mit dem LAFCA Award in der Kategorie Bester Nebendarsteller für Whiplash
- 2014: Auszeichnung mit dem CFCA Award in der Kategorie Bester Nebendarsteller für Whiplash
- 2014: Auszeichnung mit dem BSFC Award in der Kategorie Bester Nebendarsteller für Whiplash
- 2014: Auszeichnung mit dem Austin Film Critics Award in der Kategorie Bester Nebendarsteller für Whiplash
- 2015: Auszeichnung mit dem TFCA Award in der Kategorie Bester Nebendarsteller für Whiplash
- 2015: Auszeichnung mit dem Spotlight Award für Whiplash
- 2015: Auszeichnung mit dem NSFC Award in der Kategorie Bester Nebendarsteller für Whiplash
- 2015: Nominierung für den MTV Movie Award in der Kategorie Bester Bösewicht für Whiplash
- 2015: Auszeichnung mit dem ALFS Award in der Kategorie Bester Nebendarsteller für Whiplash
- 2015: Auszeichnung mit dem Independent Spirit Award in der Kategorie Bester Nebendarsteller für Whiplash
- 2015: Auszeichnung mit dem Chlotrudis Award in der Kategorie Bester Nebendarsteller für Whiplash
- 2015: Auszeichnung mit dem AACTA International Award in der Kategorie Bester Nebendarsteller für Whiplash
- 2015: Nominierung für den Saturn Award in der Kategorie Bester Nebendarsteller für Whiplash